# Labuništa
Labuništa (makedonska: Лабуништа) är en ort i Nordmakedonien. Den ligger i den västra delen av landet, 110 kilometer sydväst om huvudstaden Skopje. Labuništa ligger 865 meter över havet och antalet invånare är 8 805.